# František Fiala (1850–1930)
František Fiala (27. července 1850 Bezděkov – 19. února 1930 Praha) byl český inženýr, stavitel a geodet, zakladatel Geodetického oddělení Národního technického muzea v Praze.

## Život
Narodil se v Bezděkově nedaleko Blatné. Vystudoval stavitelství, patrně v Praze a získal titul inženýra. Posléze dosáhl funkce vrchního zemského stavebního rady. Stal se členem Technického muzea pro Království české v Praze, založeného roku 1908, Roku 1910 otevřelo muzeum první expozice ve Schwarzenberském paláci na Hradčanském náměstí. V této instituci Fiala později založil zdejší geodetického muzejní oddělení.

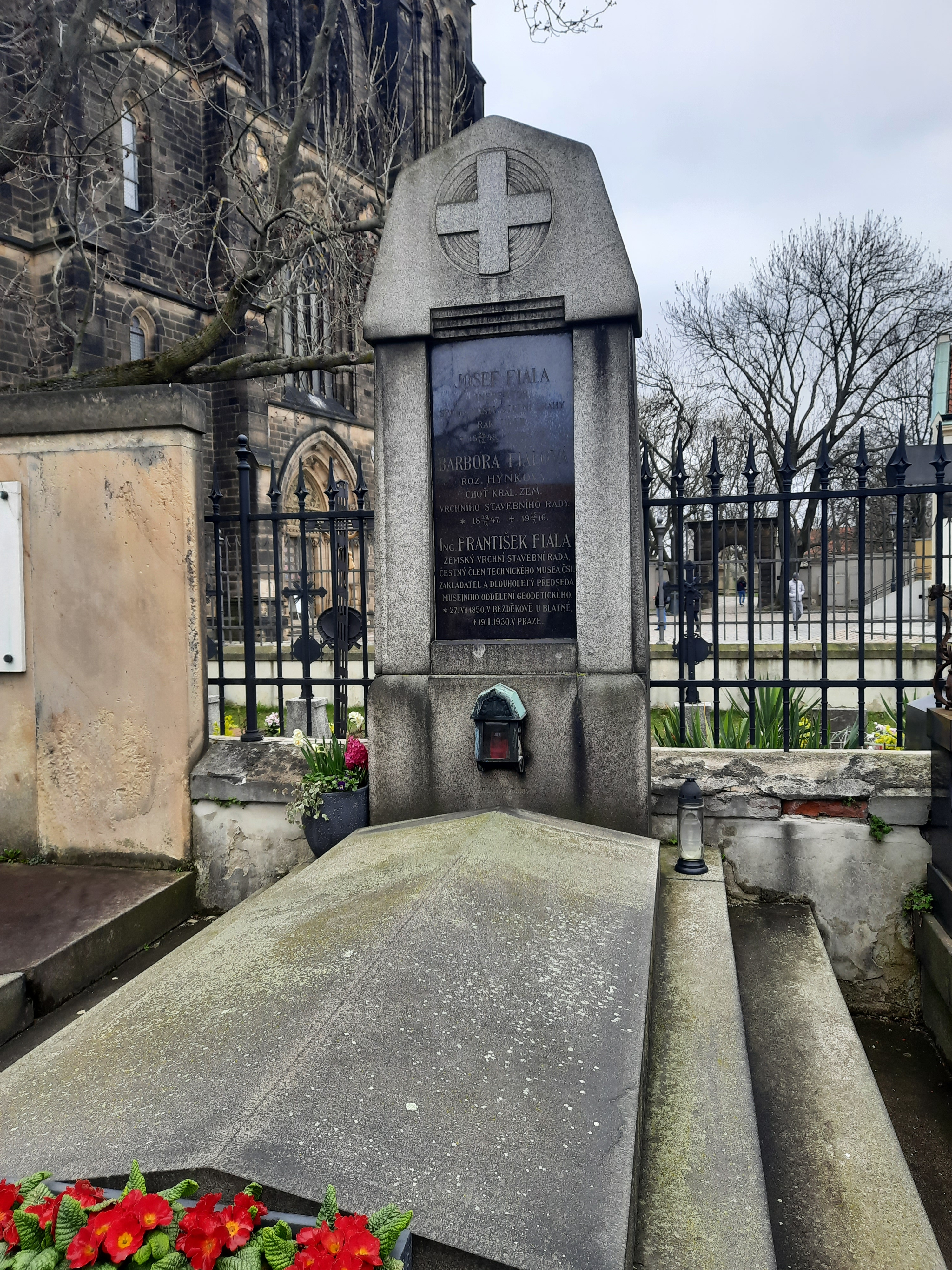
Hrobka rodiny Františka Fialy na Vyšehradském hřbitově

František Fiala zemřel 19. února 1930 v Praze. Pohřben byl v rodinné hrobce na Vyšehradském hřbitově.

## Dílo
Byl publikačně činný, mj. sepsal pojednání o práci novověkého kartografa Jana Kryštofa Müllera, autora první mapy českých zemí.
- Jan Krištof Müller, inženýr-kartograf, a jeho práce při vydání první správné mapy (1922)